# XULRunner
XULRunner — проект Mozilla, реализация платформы для разработки приложений Mozilla Application Framework, основанной на движке Gecko и поддержке XUL.
Целью отдельной реализации XULRunner является отказ от многочисленных директив условной компиляции при сборке различных Gecko-программ. Включает в себя движок Gecko, основные компоненты интерфейса, а также средства для расширения и обновления приложений. В некоторых ОС Firefox 3 и другие приложения, использующие движок Gecko 1.9 и выше, используют общую копию XULRunner, установленную в системе.

## Применение в стороннем программном обеспечении
На основе XULRunner создано несколько проектов, среди них:
- Songbird — медиаплеер, совмещающий в себе движок Gecko и библиотеки от VideoLAN player;
- MusicBee — медиаплеер, использующий XULRunner для браузинга в сети;
- eMusic Remote — средство для удобной покупки музыкальных треков в интернете, а также веб-браузер;
- Instantbird — IM-клиент на базе XULRunner и libpurple;
- Miro — видеоплеер, позволяющий скачивать медиафайлы прямо из интернета;
- Conkeror — легковесный браузер на движке Gecko, полностью управляемый с клавиатуры.